# 克略山
14°36′20″S 72°42′47″W / 14.60556°S 72.71306°W
克略山（Q'illu），是秘魯的山峰，位於該國南部阿普里馬克大區，由安塔班巴省的安塔班巴區負責管轄，屬於萬索山脈的一部分，海拔高度5,000米。